# Гінденбург (хребет)
Гінденбург (англ. Hindenburg Range) — гірський масив в Новій Гвінеї. Розташований в окрузі Північний Флай в Західній провінції в Папуа Новій Гвінеї східніше Зоряних гір.